# John Nelder
John Nelder (ur. 1924, zm. 2010) – brytyjski statystyk, współtwórca metody Neldera-Meada. Pracował na Stacji Eksperymentalnej Rothamsted. W 2005 roku został laureatem Medalu Guya.